# Tlenek krzemu
Tlenek krzemu (nazwa Stocka: tlenek krzemu(II)), SiO – nieorganiczny związek chemiczny z grupy tlenków, w którym krzem występuje na II stopniu utlenienia.

## Otrzymywanie
Tlenek krzemu powstaje podczas ogrzewania do około 1250 °C ditlenku krzemu z krzemem w próżni:
SiO2 + Si → 2SiO
Podczas schładzania następuje reakcja odwrotna (dysproporcjonowanie). Gwałtowne schłodzenie gazowego SiO na zimnej powierzchni pozwala na uzyskanie tego związku jako ciemnobrązowego amorficznego ciała stałego.

## Właściwości
Badania bezpostaciowego tlenku krzemu w fazie stałej za pomocą spektroskopii 29Si MAS-NMR oraz elektronowej mikroskopii transmisyjnej wskazują, że nie jest on związkiem chemicznym, lecz niejednorodną mieszaniną amorficznych ziaren krzemu i dwutlenku krzemu rozdzielonych fazą pośrednią o grubości 3–4 nm.
Tlenek krzemu jest reduktorem. Na powietrzu, w temperaturze pokojowej, utlenia się do ditlenku, który tworzy warstwę pasywującą.
Monomeryczny SiO został wyizolowany jedynie w matrycy gazu szlachetnego. SiO jest izosterem tlenku węgla.

## Zastosowanie
Tlenek krzemu wykorzystuje się na masową skalę do wykonywania cienkich powłok na elementach optycznych metodą fizycznego osadzania z fazy gazowej w próżni. Po zakończeniu procesu warstwa tlenku krzemu ulega częściowemu utlenieniu zwiększając zawartość SiO2 w powłoce.
Tlenek krzemu jest także substratem do otrzymywania innych związków krzemu, między innymi węgliku krzemu i azotku krzemu.